# Eli Heckscher
Eli Filip Heckscher (Stoccolma, 24 novembre 1879 – Stoccolma, 23 dicembre 1952) è stato un economista svedese.
Heckscher nasce a Stoccolma in una famiglia ebrea prominente, figlio dell'uomo d'affari danese Isidor Heckscher e della sua sposa Rosa Meyer; completò la sua istruzione secondaria nel 1897. Studiò in seguito all'Università di Uppsala e Göteborg, ottenendo il suo PhD a Uppsala nel 1907. Fu professore di economia politica e statistica alla scuola di Economia di Stoccolma a partire dal 1909 fino al 1929, quando scambiò quella sedia per un professorship di ricerca in storia economica. Andò in pensione come professore emerito nel 1945.
Secondo una bibliografia pubblicata in 1950, Heckscher ha pubblicato 1148 tra libri ed articoli, fra cui possono essere accennati il suo studio sul Mercantilismo, tradotto in parecchie lingue e una storia economica monumentale della Svezia in parecchi volumi.
Heckscher è più noto per un modello che spiega il commercio internazionale (modello di Heckscher-Ohlin), da lui sviluppato con Bertil Ohlin presso la scuola di Economia di Stoccolma.
Figlio di Eli Heckscher era Gunnar Heckscher (1909-1987), esperto in scienze politiche e capo di quello che in seguito sarà il Partito Moderato, oltreché ambasciatore in India e Giappone.
Il figlio di Gunnar, Sten Heckscher, è invece membro del Partito Socialdemocratico Svedese, ed è stato ministro nel gabinetto guidato da Ingvar Carlsson tra il 1994 ed il 1996.